# Liniment

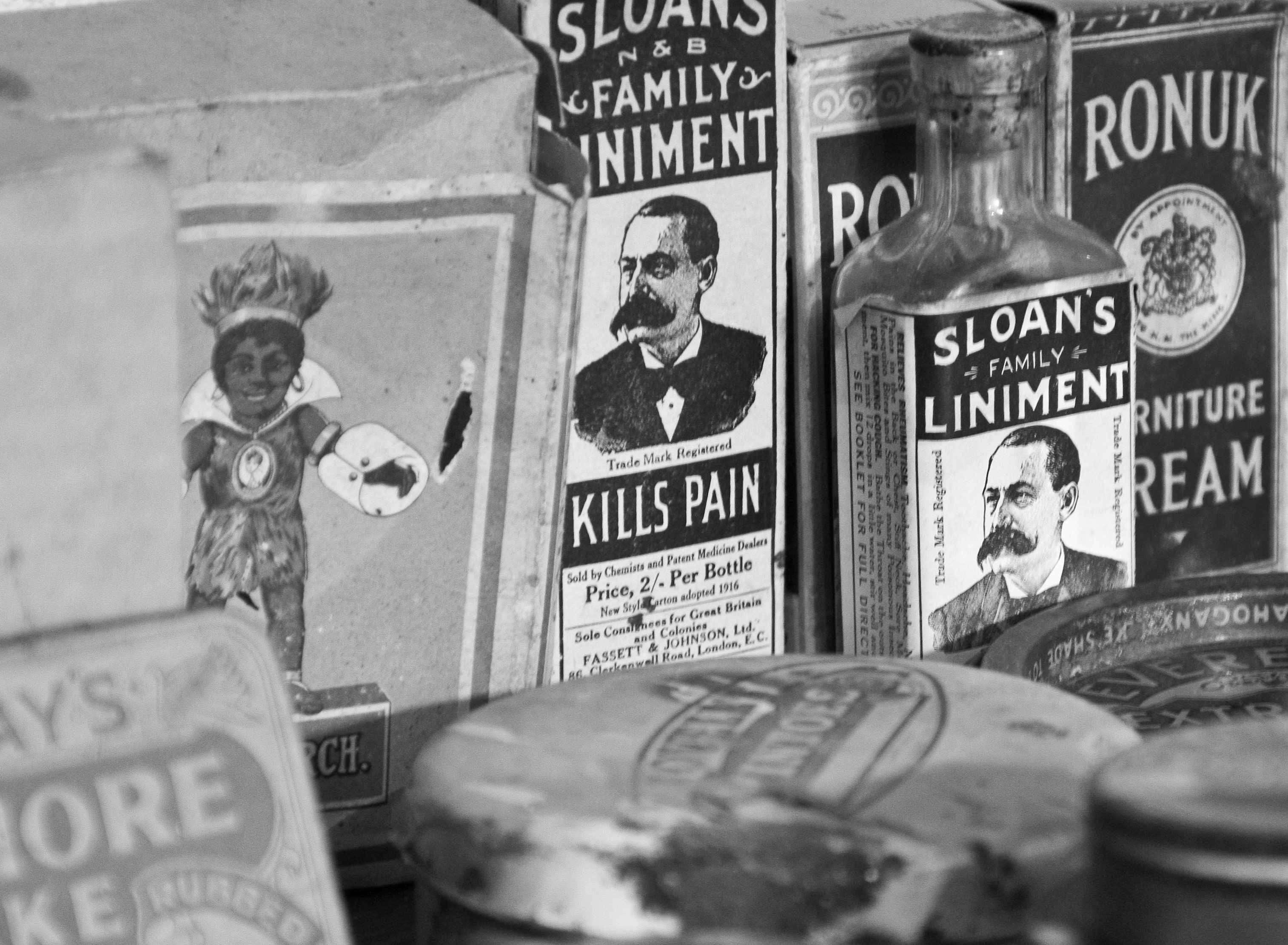
Liniment

Un liniment est une forme pharmaceutique liquide, plus ou moins épaisse, utilisée uniquement en usage externe par application sur la peau (voie cutanée), en particulier sous forme de cataplasme. Ce sont des « médicaments de composition, de consistance et à excipients variables destinés à être utilisés en friction ». Les corps gras (huiles, cérats, graisses, beurre, etc.) sont les véhicules les plus couramment utilisés pour la préparation d'un liniment. Le vin, le vinaigre et l'alcool sont moins fréquents et l'eau n'est que très rarement employée.
Aujourd'hui le liniment est utilisé pour les nourrissons contre les irritations lors du change. 

## Étymologie
Du latin linimentum (« enduit »), puis au Moyen-Âge « onction consécratoire » ou « onction médicale ». Vient de linere (« enduire, oindre »).